# Gary Kloppenburg
Gary Kloppenburg, né le 6 janvier 1953 est un joueur et entraîneur américain de basket-ball

## Biographie
Fils de l'ancien coach Bob Kloppenburg, entraîneur assistant de plusieurs équipes NBA et spécialiste de la défense, il est diplômé de l’Université de Californie à San Diego en 1981. Bilingue anglais et espagnol, il a trois enfants (Sonja, Ian et Carlotta). Il dirige de Lassen College à Susanville (Californie), cinq ans pour l'équipe féminine et six pour la masculine. Il mène les Lady Cougars à deux titres consécutifs de championnes de l’État
Pendant deux saisons, il est entraîneur assistant en CBA au Lightning de Rockford puis pour le Thunder de Quad City. il est entraîneur par intérim pour quatre rencontres de la saison 1999-2000 à Rockford, où il dirige Earl Boykins. Durant l'été 1999, il est coach de Panteras de Miranda au Venezuela puis assure des séminaires en Grèce, Belgique, Islande et au Japon. De 1997 à 1999, il est scout pour les Raptors de Toronto.
Il débute en 2000 une longue carrière en WNBA durant trois saisons comme assistant de Lin Dunn au Storm de Seattle, puis une (2003) à Phoenix. En 2004, Kloppenburg rejoint l'équipe NBA des Bobcats de Charlotte. Il retrouve ensuite la WNBA toujours avec Lin Dunn mais au Fever de l'Indiana de 2008 à 2011 avant de devenir entraîneur principal du Shock de Tulsa en 2012 et 2013. Alors que le Shock n'avait obtenu que trois victoires en 2011, son bilan est de 9-25 en 2012 puis de 11-23 en 2013. En 2014, il redevient assistant de Carol Ross aux Sparks de Los Angeles, puis en 2015 et 2016 de nouveau au Fever sous Stephanie White. Durant la saison WNBA 2017, il est assistant de Jenny Boucek qui est démise de ses fonctions par la présidente du Storm Alisha Valavanis 10 août 2017. Il prend sa suite alors que le Storm n'est alors que huitième sur douze de la ligue avec un bilan de 10 succès pour 16 revers et restant alors sur une série de quatre défaites. Si le Storm atteint les play-offs l'équipe est éliminée au premier tour. Pour la saison 2018, Seattle fait appel au vétéran Dan Hughes, dont Kloppenburg devient un des assistants et remporte le titre WNBA 2018. Sans démissionner, Dan Hugues choisit de ne pas diriger le Storm durant la saison WNBA 2020 en raison de la sensibilité possible au Covid 19 et laisse Gary Kloppenburg diriger l'équipe, qui est couronnée championne WNBA 2020.

## Clubs
- 1988-1993: Lassen Junior College (NJCAA) - équipe féminine
- 1993-1999: Lassen Junior College (NJCAA) - équipe masculine
- 2000-2002: Storm de Seattle (WNBA)
- 2000-2001: Lightning de Rockford puis Thunder de Quad City (CBA)
- 2003 : Mercury de Phoenix (WNBA)
- 2004-2007: Bobcats de Charlotte (NBA)
- 2007-2008: Reno Sharpshooters[10] (ABA)
- 2008-2011: Fever de l'Indiana (WNBA)
- 2014 : Sparks de Los Angeles (WNBA)
- 2015-2016: Fever de l'Indiana (WNBA)
- 2017- : Storm de Seattle (WNBA)